# هربرت روز (رسام)
هربرت روز (بالإنجليزية: Herbert Rose)‏ هو رسام أسترالي، ولد في 1890، وتوفي في 1937.